# بورلاگ ۱۳۰۸۵
سیارک ۱۳۰۸۵ (به انگلیسی: 13085 Borlaug، نامگذاری:1992HA4) سیزده هزار و هشتاد و پنجمین سیارک کشف شده‌است که در ۲۳ آوریل ۱۹۹۲ کشف شد.
قدر مطلق سیارک برابر ۲۲.۴ است.